# Natalja Sergejewna Schukowa
Natalja Sergejewna Schukowa (russisch Наталья Сергеевна Жукова; * 19. Juli 1992 in Kasan) ist eine ehemalige russische Skilangläuferin.

## Werdegang
Schukowa nahm von 2008 bis 2013 am Eastern-Europe Cup teil. Bei den Juniorenweltmeisterschaften 2012 in Erzurum gewann sie Gold über 5 km klassisch und mit der Staffel. Ihr erstes Weltcuprennen lief sie im Februar 2013 in Sotschi, welches sie mit dem zehnten Platz im Skiathlon beendete und damit ihre ersten Weltcuppunkte gewinnen konnte. Bei den nordischen Skiweltmeisterschaften 2013 im Val di Fiemme erreichte sie den 33. Platz über 10 km Freistil. Bei den russischen Skilanglaufmeisterschaften 2013 in Syktywkar holte sie Bronze im 30-km-Massenstartrennen. Im Januar 2014 erreichte sie in Szklarska Poręba mit dem achten Platz im 10-km-Massenstartrennen ihr bestes Resultat im Weltcup. Ihre besten Platzierungen bei den Olympischen Winterspielen 2014 in Sotschi waren der siebte Platz über 10 km klassisch und der sechste Platz mit der Staffel. Bei den russischen Skilanglaufmeisterschaften 2014 in Tjumen gewann sie Gold im Skiathlon. Im Dezember 2014 belegte sie den 37. Platz bei der Nordic Opening in Lillehammer. Ihre besten Ergebnisse bei den nordischen Skiweltmeisterschaften 2015 in Falun waren der 13. Platz im Skiathlon und der siebte Platz mit der Staffel. Nach Platz 42 bei der Nordic Opening in Ruka zu Beginn der Saison 2015/16, kam sie in der Weltcupsaison viermal in die Punkteränge.

## Weltcup-Gesamtplatzierungen
| Saison  | Gesamt | Gesamt | Distanz | Distanz |
| Saison  | Punkte | Platz  | Punkte  | Platz   |
| ------- | ------ | ------ | ------- | ------- |
| 2012/13 | 56     | 65.    | 56      | 44.     |
| 2013/14 | 47     | 71.    | 47      | 45.     |
| 2014/15 | 65     | 63.    | 65      | 39.     |
| 2015/16 | 28     | 72.    | 28      | 45.     |